# Tyrannobdella rex
Tyrannobdella rex (лат.) — вид пиявок из семейства Praobdellidae, обнаруженный в Южной Америке в верховьях реки Амазонки. Относится к монотипному роду Tyrannobdella. Филогенетические исследования демонстрируют близкое родство с мексиканским видом Pintobdella chiapasensis.

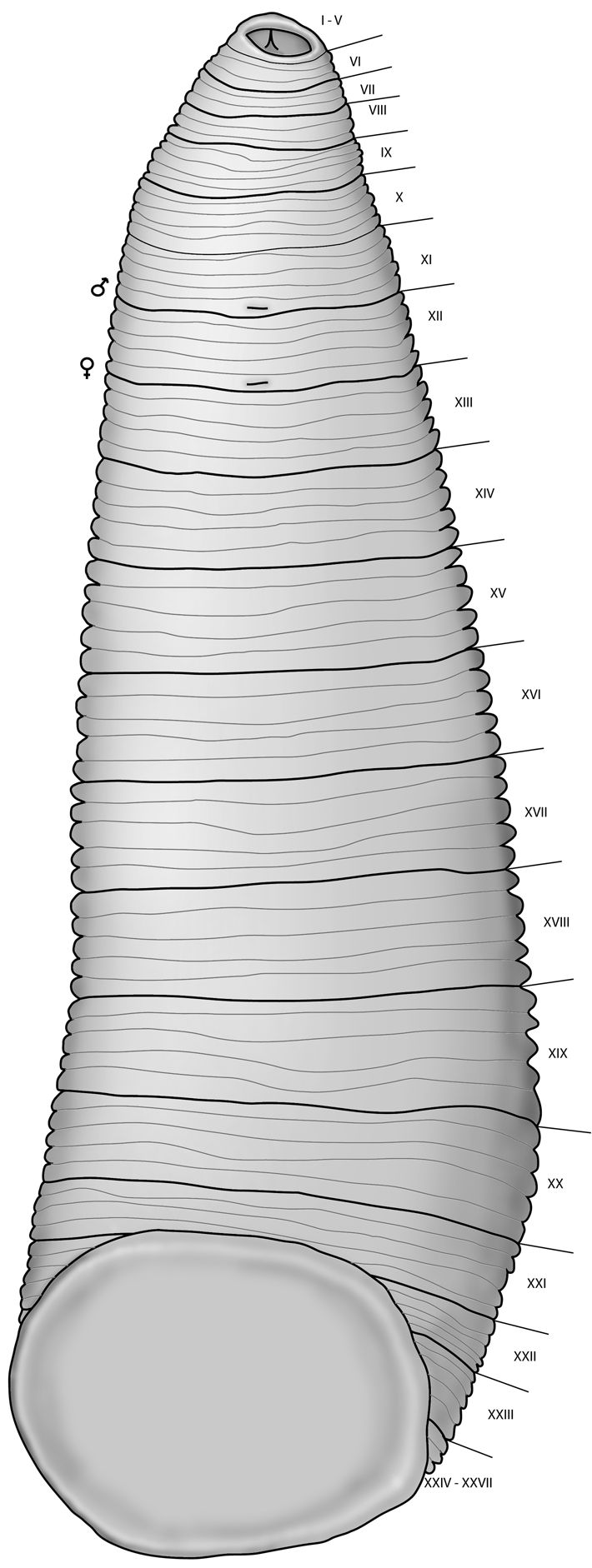
Внешнее строение Tyrannobdella rex с брюшной стороны. Изображена сегментация и вторичная кольчатость, расположение половых отверстий (гонопоров).

## Открытие
Вид впервые был описан в 2010 году в результате обнаружения в дыхательных путях человека в Перу по трём находкам из клиник — в 1997 и 2007 годах. Образцы после изъятия из носовой полости были зафиксированы в формалине и этаноле.

## Общая характеристика
Голотип обладает длиной 44,5 мм и шириной 0,95 мм (следует учесть, что пиявка хранилась в 90%-ном этаноле, в связи с чем тело могло сократиться).
В отличие от родственных видов, имеющих три челюсти, Tyrannobdella rex имеет единственную челюсть, несущую 8 крупных зубов, образующих один ряд. Длина одного зуба достигает 0,13 мм, что примерно в пять раз превышает длину зубов у близкого рода Limnatis. Подобная особенность вдохновила первооткрывателей этого вида назвать его в честь динозавра Tyrannosaurus rex, известного хищника. Чаще всего при рассмотрении под микроскопом без вскрытия видно только 6 зубов, поскольку оставшиеся два скрыты под кутикулой. Редукция количества зубов также характерна также для близкого вида Pintobdella chiapasensis, несущего по 6 зубов на каждой челюсти, однако сохраняющего все три челюсти.
Тело равномерно пигментировано, серое или коричневое, без сосочков или полос, сегментированное. Сегменты I—III и XXVII состоят из одного кольца, сегменты IV—V и XXVI из двух, сегменты VI—VIII и XXV из трёх, сегменты с IX по XXIV — из пяти колец. На переднем конце тела (сегменты II—VI) находится 5 пар глаз, расположенных в виде дуги.
Ротовая присоска небольшая, в центре открывается ротовым отверстием овальной формы, уплощённым дорзовентрально. Глотка мускулистая, имеет вид трубки. Зоб занимает пространство с IX по XXV сегменты, несёт парные карманы. Задняя присоска превышает ширину тела, анальное отверстие открывается между последним сегментом и задней присоской.
Выделительная система метанефридиальная, сегменты с VIII по XXV несут на брюшной стороне нефропоры.
Как и все пиявки, являются гермафродитами. Репродуктивные органы микроморфные (имеют очень маленький размер), половые отверстия (гонопоры) открываются на XI (мужское) и XII (женское) сегментах, разделены пятью кольцами.

## Питание
Эктопаразит млекопитающих, в том числе человека, питается кровью. Предпочитает слизистые оболочки носовой и ротовой полости, глотки и горла. Также была обнаружена вблизи глаз и на слизистой мочеполовых органов. В отличие от других пиявок, после насыщения не покидает поверхность тела хозяина, а остаётся прикреплённой к месту укуса вплоть до нескольких недель. В сытом состоянии достигает размера 7 см.

## Симптомы поражения
Из-за своего небольшого размера часто остаётся незамеченной хозяином. При проникновении в носовую полость может вызывать резкую головную боль (лобную цефалгию), ощущение движения и боль в носу.

## Таксономия
Tyrannobdella rex была выделена в отдельный род благодаря своей особенности — наличию единственной челюсти в передней присоске. На настоящий момент род Tyrannobdella считается монотипическим. В семействе Praobdellidae, включающем также роды Praobdella, Pintobdella, Myxobdella, Dinobdella, Limnatis и Limnobdella, этот род является единственным представителем южноамериканской фауны, тогда как другие пиявки распространены в Африке и Азии, кроме мексиканской Pintobdella chiapasensis, паразитирующей на носовых ходах тапиров (является сестринским таксоном для Tyrannobdella), и ряда видов Limnobdella, паразитов домашнего скота. Родственная Praobdellidae группа также включает два южноамериканских семейства — Semiscolescidae (включает роды Semiscolex и Patagoniobdella) и Macrobdellidae (включает роды Macrobdella, Philobdella и Oxyptychus).